# Gaia Epicus
Gaia Epicus är ett norskt power metal-band från Trondheim som grundades 1992.  Debutalbumet Satrap gavs ut 2003 och albumet Dark Secrets släpptes 2010.

## Historia
Gaia Epicus bildades 1992 som ett punk-band under namnet "Rått kjøtt" och släppte sin första demo, Frekke Faen året därpå. Bandet bestod då av sångaren och gitarristen Thomas Chr Hansen, gitarristen Joakim Kjelstad, basisten Tom R. Brumoen och trummisen Roar Følling. Medlemsbytena har sedan dess varit många och den ende ständige och kvarvarande originalmedlemmen är Thomas Chr Hansen. Under åren 1993-1998 hette bandet "Execution" och spelade thrash metal. Bandet gav i detta namn ut två demokassetter, Sacrifice och The Bullet for Me?. Nästa namnbyte resulterade i namnet "Millenium" och bandet spelade melodisk metal i detta skede och senare som "Theater of Pain" och "Eternal Flame". En demo kallad Land Of Mysterys gavs ut under denna period.
Senaste namnbytet, till Gaia Epicus, skedde 2001 och sedan dess spelar bandet i genren power metal. Gaia Epicus debutalbum, Satrap, gavs ut 2003 av Sound Riot Records. Nästa fullängdsalbum var Symphony of Glory som släpptes 2005. Därefter bytte Gaia Epicus skivbolag och albumet Victory gavs ut av Epicus Records 2007. Plattan, Damnation släpptes i december 2008 och albumet, Dark Secrets, gavs ut, även det av Epicus Records, 2010.

## Medlemmar

### Nuvarande medlemmar
- Thomas Chr. Hansen – sång, gitarr (1992– )

### Tidigare medlemmar
- Tom R. Brumoen – basgitarr (2001–2002)
- Espen Hammer – basgitarr (2001) även i (Klompfot, Lumsk)
- Joakim Kjelstad – gitarr (2001–2007)
- Torbjørn Strøm – trummor (2001–2002)
- Eirik Dischler – keyboard (2001–2003)
- Thomas Stokkan – basgitarr (2003–2004)
- Mikael Duna (2003–2005) (ex-Wallachia,ex-Subliritum)
- Yngve Hanssen basgitarr (2004–2005; död 2005)
- Hans Åge Holmen – basgitarr (2005–2006) (ex-Enslavement of Beauty, Tremor)
- Ole Alexander Myrholt – trummor (2005–2008) (även i Enslavement of Beauty, Archon, Armageddon Bound, Diabolical Breed och Tremor)

### Livemedlemmar
Nuvarande livemedlemmar
- Kristian Nergård – basgitarr
- Andreas Nergård – trummor
- Lasse Jensen – gitarr

Tidigare livemedlemmar
- Hans Åge Holmen – basgitarr
- Ole Alexander Myrholt – trummor (2009)

### Medlemmar i Execution
- Tom R. Brumoen – basgitarr (1992–1998)
- Joakim Kjelstad – gitarr (1992–1998)
- Thomas Chr. Hansen – sång, gitarr (1992–1998)
- Roar Følling – trummor (1992–1993)
- Cato Skivik (1994–1996)
- Ken Høyli (1996–1997)
- Marius Nilsen – trummor (1997–1998)

### Medlemmar i Theater of Pain
- Joakim Kjelstad – gitarr (1998–200)
- Thomas Chr. Hansen – sång, gitarr (1998–2000)
- Roy Værnes – basgitarr (1998–1999)
- Tom R. Brumoen – basgitarr (1998, 1999–2000)
- Marius Nilsen – trummor (1998–2000)
- Espen Hammer – basgitarr (2000)
- Torbjørn Strøm – trummor (2000)

### Medlemmar i Eternal Flame
- Espen Hammer – basgitarr (2000–2001)
- Torbjørn Strøm – trummor (2000–2001)
- Joakim Kjelstad – gitarr (2000–2001)
- Thomas Chr. Hansen – sång, gitarr (2000–2001)

## Diskografi

### Demo
Frekke Faen (1993) (demo, som "Rått kjøtt")
Låtlista
1. "Frekke faen"
2. "Fullere enn deg"
3. "Rått kjøtt"
4. "Kom å tørk"
5. "Vi liker deg ikke"
6. "Krig"

Sacrifice (1994) (demo, som "Execution")
Låtlista
1. "Ring Master"
2. "Sacrifice"
3. "Dead or Alive"
4. "Kiss of Death"

Total speltid 20:25 
The Bullet for Me? (1995) (demo, som "Execution")
Låtlista
1. "The Bullet for Me?"
2. "Rest in Peace"
3. "Time to Die"
4. "No One Knows"

Total speltid 13:35 
Land Of Mysterys (1999) (demo, som "Theater of Pain")
Låtlista
1. "Mystery"
2. "Perfect Crime"
3. "Watch the Sky"

Cyber Future (2001) (demo)
Låtlista
1. "Cyber Future" – 06:39
2. "Devil Night" – 4:30
3. "Star Wars" – 10:17
4. "Fire & Ice" – 6:14
5. "Watch the Sky" – 9:22

Total speltid 37:02 
"Keepers of Time" (2002) (demo)
Låtlista
1. "Keepers of Time" – 6:30

### Studioalbum
- 2003 – Satrap
- 2005 – Symphony of Glory
- 2007 – Victory
- 2008 – Damnation
- 2012 – Dark Secrets
- 2018 – Alpha & Omega